# ليفي أ. ماكي
ليفي أ. ماكي هو مصرفي ومحامي وسياسي أمريكي، ولد في 25 نوفمبر 1819، وتوفي في 8 فبراير 1889. نشط حزبياً في الحزب الديمقراطي. وقد انتخب عضو مجلس النواب الأمريكي.